# Batrachorhina pruinosa
Batrachorhina pruinosa är en skalbaggsart som först beskrevs av Leon Fairmaire 1871.  Batrachorhina pruinosa ingår i släktet Batrachorhina och familjen långhorningar. Inga underarter finns listade.